# Gaja (Wein)

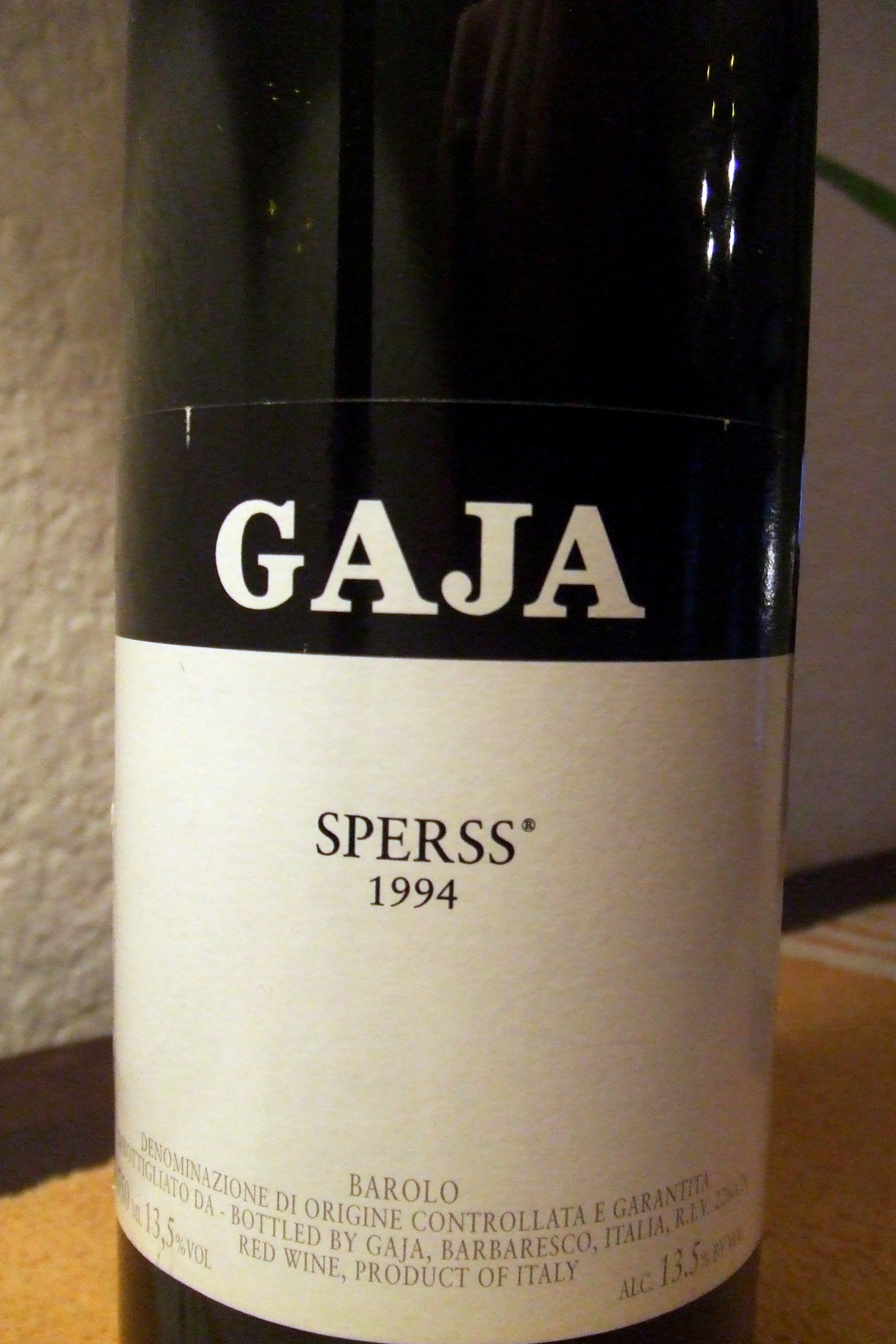
Flasche eines 1994er Gaja Sperss Barolo DOCG

Gaja ist ein italienischer Weinproduzent mit Sitz in Barbaresco im Langhe-Gebiet, Piemont. Die Wurzeln der Firma liegen in der Produktion des Barbaresco. Seit den 1980er Jahren hat der Betrieb seine Angebotspalette um Weine aus anderen Gebieten des Piemont und der Toskana erweitert und produziert heute ebenfalls Barolo, Brunello di Montalcino und sogenannte Supertoskaner. Der derzeitige Eigentümer und Präsident Angelo Gaja ist bekannt dafür, mit seinen önologischen und wirtschaftlichen Methoden großen Einfluss auf die Weinproduktion in ganz Italien gehabt zu haben.
Seine Weine werden als Statussymbol auf eine Stufe mit Château Lafite-Rothschild oder Krug gestellt.

## Geschichte
Die Gaja-Familie kam im 17. Jahrhundert aus Spanien. Das Weingut Gaja wurde 1859 von Giovanni Gaja – einem Traubenproduzenten in Barbaresco – gegründet, als dieser in seinem Heimatdorf eine Taverne eröffnete, in der zu den Speisen eigene Weine ausgeschenkt wurden. Bereits Ende des 19. Jahrhunderts lieferte das Weingut Flaschenweine an die italienische Armee in Abessinien, was ein ungewöhnlicher Umstand war, da die eigene Abfüllung von Flaschenweinen in dieser Gegend sich erst ab den 1960er Jahren durchsetzte.
In der zweiten Generation setzten Angelo Gaja (der Großvater des heutigen Eigentümers) und seine Ehefrau Clotilda Rey wichtige Impulse für die Qualitätsphilosophie des Hauses. Vor allem letztere drang darauf, die Firmenpolitik so auszurichten, dass eine hohe Qualität und ein hohes Preisniveau erreicht wird, um die gewünschte Kundschaft an das Haus zu binden und das Prestige der Produkte zu festigen. Im Jahr 1937 setzte das Unternehmen zum ersten Mal den Namen „Gaja“ in großen roten Buchstaben auf die Etiketten der Weinflaschen und legte damit einen wichtigen Grundstein für die Marke „Gaja“.
Der Enkel des Firmengründers, der gleichnamige Giovanni Gaja (* 1908), wurde Vermessungstechniker, bevor er den elterlichen Betrieb übernahm. Giovanni Gaja beschäftigte sich neben dem Wein auch mit Immobilien und anderen Maklergeschäften. Zu dieser Zeit war der „Geometra“ eines Dorfes ebenso ein Wirtschaftsberater und Vermittler von Verkäufen, da ihm praktisch alle wirtschaftlichen Informationen des Dorfes zur Verfügung standen. Sein Büro befand sich in Alba und er betreute während des Baubooms nach dem Zweiten Weltkrieg gemeinsam mit einer Turiner Baufirma die Baustellen fast des gesamten Piemonts. Die Gewinne aus diesen Geschäften investierte er, indem er eine ganze Reihe Weinberge im heutigen DOCG-Gebiet des Barbaresco zukaufte und mit 81 ha einer der größten Erzeuger dieses Gebietes wurde. Darüber hinaus sicherte sich der Betrieb dadurch einen hohen Anteil an guten Lagen. Die Weinlagen, mit denen Gaja international bekannt wurde – Costa Russi, Sori Tildin, Sori San Lorenzo – gelangten zu dieser Zeit in den Besitz der Familie.

### Angelo Gaja
Im Jahr 1961 übernahm Angelo Gaja, (* 1940) in der vierten Generation das Weingut von seinem Vater, der zu dieser Zeit auch Bürgermeister (1958–1983) von Barbaresco war. Angelo Gaja (der Urenkel des Firmengründers) hat Weinherstellung am Önologischen Institut in Alba sowie an der Universität Montpellier/Frankreich studiert. Außerdem erwarb er an der Universität Turin einen Abschluss in Wirtschaftswissenschaften. Zu dieser Zeit gab es nur rund 100 Winzer, die Barbaresco und Barolo produzierten und unter ihnen war Gaja bereits der größte Weinbergbesitzer von Barbaresco.
Schon in den ersten Jahren seiner Betriebsübernahme führte Angelo Gaja verschiedene Techniken ein, um die Vinifizierung des Nebbiolo zu modernisieren. Viele dieser Maßnahmen waren beeinflusst durch seine Reisen in die bedeutenden Weinbauregionen Frankreichs. Einige Neuerungen betrafen die Arbeit im Weinberg, wie Rebschnitt, Stockdichte, Ausrichtung der Rebzeilen und eine strenge Regulierung des Ertrages, z. B. durch die sogenannte „grüne Lese“ (ital. diradamento). Besonderes Aufsehen erregte aber der Einsatz internationaler Rebsorten, die bis dahin im Barbaresco-Gebiet weitgehend unbekannt waren.
Auch in der Kellertechnik verwendete Angelo Gaja zusammen mit dem 1970 in den Betrieb eingestellten Önologen Guido Rivella neue Methoden.
Gaja betrieb die Weiterentwicklung der temperaturgeführten Gärung mit Hilfe regulierbarer Gärtanks und den gezielten Einsatz einer frühen kontrollierten malolaktischen Gärung.
Nach einer zehnjährigen Experimentierphase verwendete das Weingut ab den Erntejahren 1975/76 kleine französische Eichenfässer (Barriques).
Zur Weiterentwicklung seiner Firma legte Angelo Gaja besonderen Wert auf die Vermarktung seiner Weine. Wohl auch durch französisches Vorbild beeinflusst war die Produktion erster Lagenweine: Sorí San Lorenzo 1967, Sorí Tildin 1970 und Costa Russi 1978.
Somit war Gaja zusammen mit den Produttori del Barbaresco, die ihren ersten Einzellagenwein ebenfalls mit dem Erntejahr 1967 produzierten, der erste Produzent dieser Region, der seine Weine diesem Konzept folgend ausbaute und vermarktete.
Außerdem führte er sehr gehobene Preise auf Grand-Cru-Niveau in seinem Weingut ein, da er der Meinung war, dass eine außergewöhnliche Qualität auch am Preis sichtbar werden müsse und die Weine somit eine Rolle auf dem internationalen Markt spielen können.
1978 ließ Gaja eine erstklassige Nebbiolo-Lage in Barbaresco mit Cabernet-Sauvignon-Rebstöcken bepflanzen. Zu diesem Zweck ließ er mehrere Bodenproben von drei Weinbergen untersuchen. Zufällig war der Weinberg direkt neben dem Haus seines Vaters am besten für diese Rebsorte geeignet. Dieser fand, es sei eine Schande, in einer der besten Barbaresco-Lagen eine fremde Rebsorte anzubauen. Angelo Gaja nannte daher den hier erzeugten Wein ironisch Darmagi – eine „Schande“.
1979 später wurde der Weinberg „Gaia & Rey“ in Treiso mit Chardonnay-Reben, und 1983 die Lage „Alteni di Brassica“ in Barbaresco mit Sauvignon Blanc bepflanzt.

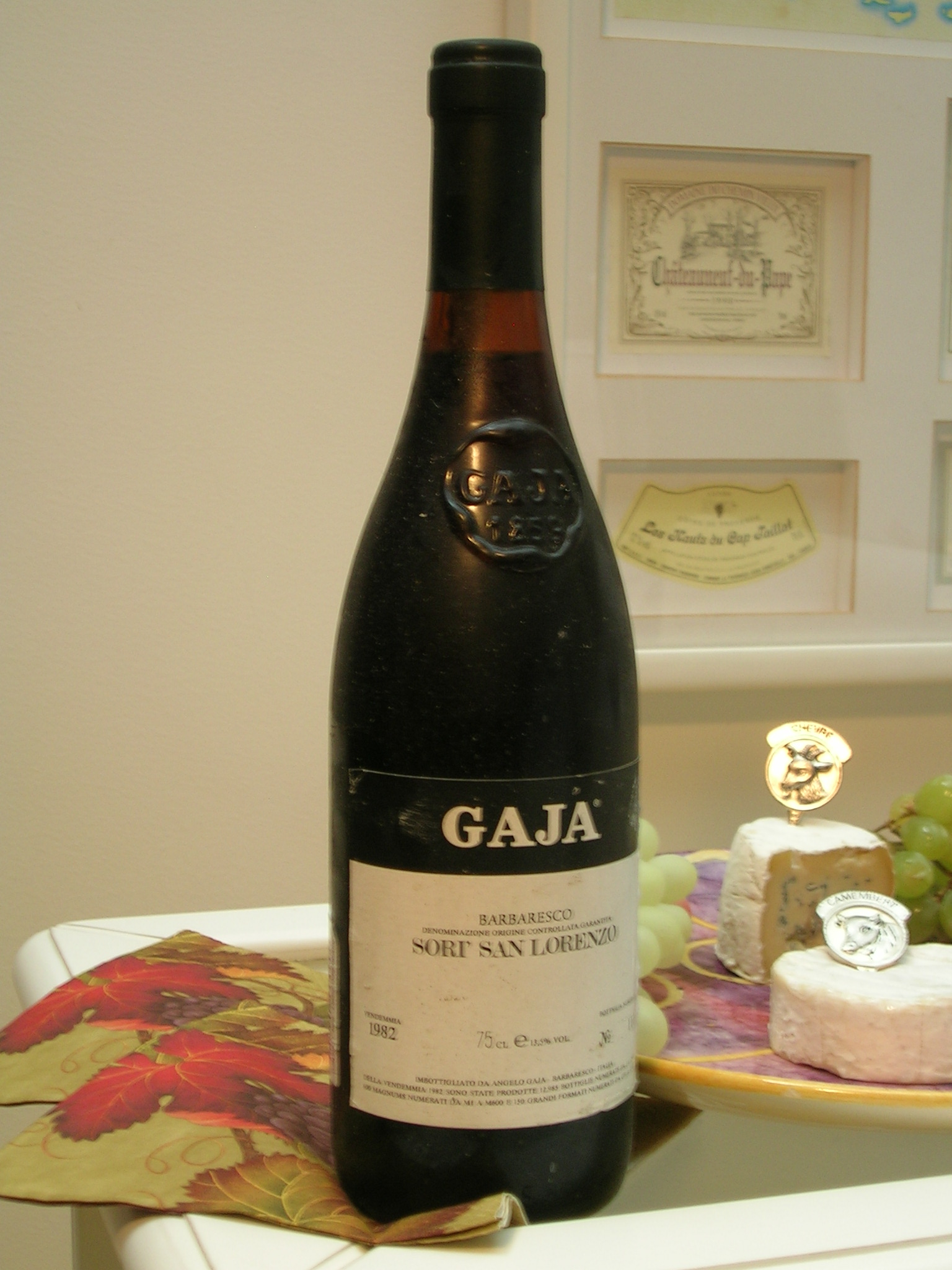
Sori San Lorenzo – Ein Lagenwein von Gaja

1988 wandte sich Gaja wieder dem Barolo zu und kaufte dort 28 ha Weinberge, nachdem er vorher dort Weinberge gepachtet und dann den Betrieb eingestellt hatte, weil seine Strategie auf Besitz des Reblands ausgelegt war. Der Barolo „Sperss“ wurde das erste Mal 1992 verkauft. Weitere Zukäufe machte Gaja in Montalcino, Toskana – 1994 das Weingut „Pieve Santa Restituta“ und das Weingut „Ca'Marcanda“ in Bolgheri. Im Brunello-Skandal (einige Hersteller wurden wegen unerlaubten Verschnitts mit fremden Rebsorten angeklagt und verurteilt) verhielt er sich diplomatisch. Seine Tochter Gaia sagte, ihr Vater sei kein Befürworter, die traditionellen Regeln für die Brunello-Herstellung zu ändern. 1995 erwarb er das Weingut „Gromis“ in La Morra, Provinz Cuneo für die Produktion des Barolo „Conteisa Cerequio“.
Mit der Ernte 1996 stufte Angelo Gaja freiwillig seine DOCG-Weine Barbaresco und Barolo, bis auf einen, auf die niedrigere Stufe des DOC-Weins „Langhe Nebbiolo“ zurück. Gaja gab als Grund an, dass er frei bleiben wolle, kleine Prozentsätze (fünf bis sechs Prozent) internationaler Rebsorten zuzusetzen, als „Korrektur der Säure“. Weiterhin erklärte er: „Ich weiß, was viele Journalisten und andere in der Branche sagten und auch immer noch sagen, aber meine Entscheidung galt nur der Unterstützung des Barbaresco. Meine Familie hatte ihren Fokus auf Barbaresco aus Nebbiolo-Trauben von 14 Weinbergen des Weinguts und das war immer der traditionelle Wein des Weinguts. Aber da unsere Lagenweine immer mehr an Prestige gewannen, wurde der Barbaresco nur noch als ‚normal‘ oder ‚basic‘ angesehen, angesiedelt unterhalb der Lagenweine, was ich niemals wollte. Meine Familie macht Wein und strebt nach Exzellenz seit über 150 Jahren. Ich möchte nicht, dass irgend etwas, was wir machen als ‚gewöhnlich‘ angesehen wird“. Der einzige Barbaresco, den er herstellt, ist natürlich, wie die Denominazione es vorschreibt, zu 100 % aus Nebbiolo hergestellt. Aber seinen Lagenweinen (Sori Tildin, Sori San Lorenzo und Costa Russi) mischt er geringe Mengen Barbera unter. Diese erzielen, obwohl sie in der niedrigeren DOC-Appellation kategorisiert sind, exorbitant hohe Preise. Aus dem kleinen 2-ha-Weingut des Urgroßvaters hat sich ein Betrieb entwickelt, der allein im Piemont mehr als 100 ha Rebfläche und in der Toskana weitere Weinberge bewirtschaftet und seine Weine in alle Welt exportiert.
Mit über 70 hat Angelo Gaja das Tagesgeschäft in seiner Firma an seine Töchter Gaia und Rossana Gaja abgegeben, obwohl er selber sagt, er sei nicht im Ruhestand.

### Angelo Gaja in der öffentlichen Wahrnehmung
Angelo Gaja gilt im Barbaresco-Gebiet als Modernist und seine symbolträchtigen Entscheidungen, internationale Rebsorten anzupflanzen und seine Weine in Barriques auszubauen, fielen in eine Zeit des Umbruchs der italienischen Weinwelt. Anfang der 1970er Jahre sorgte eine Kategorie von Weinen für Aufsehen, die Supertoskaner (Supertuscans) genannt wurden. Mit diesen versuchten die Produzenten sehr hochwertige und auch hochpreisige Weine herzustellen, ohne sich an die damals in der Toskana geltenden Produktionsvorschriften für Qualitätsweine zu halten. Diese Weine entsprachen keinem einheitlichen Profil, wurden sie doch nach den individuellen Vorstellungen der Produzenten oder gemäß den Anforderungen des Weinmarktes hergestellt. Die Verwendung von Barriques und von internationalen Rebsorten – deren Zusammensetzung häufig durch Bordeaux-Weine beeinflusst war – waren verbindende Elemente dieser Weine, die dazu dienten, sich einem international geprägten Geschmacksbild anzupassen.
Gaja gab an, dass er seine international geprägten Weine deshalb produziert, weil er geglaubt habe, dass er nur durch einen großen in Barriques gereiften Cabernet, die Welt habe überzeugen können, dass Italien in der Lage sei, ebenfalls große Weine zu erzeugen. Nur weil er darin erfolgreich war und der Rest der Welt das akzeptierte, habe er die Aufmerksamkeit auf große Weine lenken können, die aus autochthonen Rebsorten gewonnen wurden.
Die Auseinandersetzungen bezüglich der Verwendung internationaler Rebsorten fielen jedoch in eine Zeit, in der viele Winzer des Barolo/Barbaresco- und des Brunello-Gebietes verdächtigt wurden, ihre Weine mit unerlaubten Zusätzen fremder Rebsorten zu versehen. Im Falle des Brunello war dieses sogar der Ausgangspunkt für den Brunello-Skandal („Brunellogate“).
Auf dem Höhepunkt dieses Skandals rief Angelo Gaja in einem offenen Brief dazu auf, das Produktionsreglement des Brunello zu lockern und den Zusatz internationaler Rebsorten in einem neuen Reglement zu erlauben. Gaja, der im Jahr 1994 das Brunello-Weingut „Pieve Santa Restituta“ gekauft hatte, beschrieb in seinem Brief die herausragende wirtschaftliche Bedeutung von nationalen und internationalen Investoren für das Gebiet. Sowohl Anbaufläche als auch Anzahl der Weinbaubetriebe habe sich dank der Investitionen stark vergrößert und spiele nun eine bedeutende Rolle auf dem internationalen Weinmarkt. Leider seien die ursprünglichen Anbauzonen, in denen der Sangiovese zu optimalen Ergebnissen in der Lage seien, nur sehr begrenzt. Das führe dazu, dass nur eine Minderheit der Produzenten über Rebflächen verfügten, die zur Produktion eines großen Weines aus reinsortigem Sangiovese geeignet seien. Der Großteil der nun stark angewachsenen Winzerschaft sei nun also dem doppelten Nachteil ausgesetzt, keine hochwertigen Flächen mehr erwerben zu können und überdies durch das Produktionsreglement dazu gezwungen, ausschließlich die Rebsorte Sangiovese zu benutzen, um ihren Wein als Brunello di Montalcino vermarkten zu können. Gaja sah durch dieses Reglement die wirtschaftliche Zukunftsfähigkeit der Region bedroht. Für seine Gegner war jedoch die Identität und der Fortbestand dieses Weines in Gefahr.
Auch im Barolo-Gebiet gab es eine heftige Auseinandersetzung zwischen Modernisten und Traditionalisten. Ein Gegenspieler Angelo Gajas war hier der berühmte Barolo-Winzer Bartolo Mascarello. Es ist ein öffentlicher Streit dieser beiden Personen überliefert, die den „neuen“ Weinstil, den Angelo Gaja maßgeblich in seiner Heimatregion etabliert hatte, thematisiert. In diesem schildert Gaja seine Vision einer wirtschaftlich prosperierenden Langhe, in der Weine erzeugt werden, die einem internationalen Geschmacksbild entsprechen und auf einer Ebene mit den großen Weinen der Welt stehen. „Ich träume von einer tiefgreifenden Innovation in der Weinwelt, die ohne neue Protagonisten nicht eintreten kann.“
Bartolo Mascarello wendet sich gegen die neuen Modeweine, die teilweise Fantasiebezeichnungen (z. B. Darmagi) auf ihren Etiketten tragen und ihr Geschmacksprofil nach den Vorgaben des Marktes ausrichten. Mascarello beschreibt als Konsequenz eine ausländische industrielle Weinproduktion, die günstiger, flexibler und ohne jeden historischen Hintergrund herstellen könne. Damit sei das kulturelle Erbe und der wahre Wert des Weines dieser Region bedroht.
Die Herabstufung von Gajas Lagenweinen zu „Langhe-DOC“ Weinen war ebenfalls Anstoß für Auseinandersetzungen. Diese sollte zwar nach Aussagen des Weinhauses die Stellung des Barbaresco stärken, aber für die außerhalb des DOCG-Reglements produzierten Lagenweine werden die mit Abstand höchsten Preise verlangt, vom Weingut also für die wertvollsten Produkte gehalten. Auch in diesem Punkt zeigt sich eine Parallele zum Marktgeschehen in der Toskana, denn auch hier bilden die Supertoskaner die Spitze der Preis- und Qualitätshierarchie und nicht die Chianti-DOCG Weine.
Auch wenn Gaja häufig als Modernist kritisiert wurde, der die Typizität des Nebbiolo aufs Spiel gesetzt habe, so wird doch darauf hingewiesen, dass er nicht alle Moden der Neuerer kritiklos übernommen hat. So gehört Gaja zu den wenigen Spitzenweingütern in Italien, die natürliche Hefestämme für die alkoholische Gärung benutzen. Des Weiteren ließ er seine Weine, wie herkömmlich, bis zu 30 Tage gären – im Gegensatz zu den sehr kurzen Gärzeiten (oft nur 5 Tage) in anderen Weinbaubetrieben. Anders als andere Modernisierer setzte er zwar ebenfalls neue Eichenfässer ein, die das Geschmacksbild stark beeinflussen, bewerkstelligt dieses aber in einer vergleichsweise moderaten Art und Weise. Obwohl er Barriques (nur zu ⅓ neue Eiche) für das erste Jahr der Reifung einsetzte, wird der Prozess in großen „botti“ (traditionell 10 bis über 100 Hektoliter) Fässern aus slawonischer Eiche oder alter Kastanie, von denen einige 80–120 Jahre alt sind, beendet. Mittlerweile setzt er die neuen Eichenfässer noch behutsamer ein, so dass die extremen Barrique-Noten mit Vanille nicht mehr den typischen Duft von Teer und Rosen überdecken. Einige piemontesische Winzer waren von den Weinen Gajas beeindruckt, z. B. Renato Ratti und Aldo Conterno, während Bruno Giacosa als ein Gegenpol angesehen wird.
Gajas Eintreten für kompromisslose Qualität wird allgemein anerkannt. So weigerte er sich, 1100 hl des 1984er Barbaresco mit dem Gaja-Etikett zu versehen. Stattdessen beschloss er, den Wein als Massenware zu verkaufen. „Das war kein schlechter Wein“, sagte Gaja, „aber er war nicht gut genug für das Prestige von Gaja.“
Die Reihe seiner Auszeichnungen ist lang. So schrieb z. B. die amerikanische Weinzeitschrift „Wine Spectator“ dass die 1985er Barbarescos von Gaja „die besten Weine waren, die jemals in Italien hergestellt wurden“. Für das Magazin „Decanter“ war Angelo Gaja gar „Man of the Year“ und 2008 kürten die Herausgeber des bedeutendsten italienischen Weinführers „Vini d’Italia“ das Weingut Gaja zur „Kellerei des Jahres“.
Neben diesen „offiziellen“Auszeichnungen wird er mit zahlreichen Namen bedacht wie: „König des Barbaresco“, „der Mann, der das Piemont in die moderne Welt gebracht hat“, oder einfach nur „Angelo Nazionale“.